# アンドレア・オルランディ
アンドレア・オルランディ・スタビリン（Andrea Orlandi Stabilin, 1984年8月3日 - ）は、スペイン・バルセロナ出身の元サッカー選手。現役時代のポジションはMF。

## 来歴
2005年、デポルティーボ・アラベスBからFCバルセロナBに移り主力選手となる。2006年5月20日、ワールドカップ開幕直前で主力選手が不在の2005-06シーズン最終節、アスレティック・ビルバオ戦にてトップデビュー。3-1で敗れはしたがフリーキックを任されるなど存在感を示した。
FCバルセロナBでの活躍が認められアラベスからのレンタルを延長し、2006-07シーズンもFCバルセロナBでプレーするも、スタメン定着には至らず、イングランドのスウォンジー・シティAFCへ移籍した。
2014年8月、チャンピオンシップのブラックプールFCに延長オプション付きの1年契約で加入した。
2015年8月31日、キプロス・ファーストディビジョンのアノルトシス・ファマグスタと2年間の延長オプション付きで1年契約を結んだ。翌年6月8日には同リーグの前季優勝クラブであるAPOELニコシアに1年契約で移籍したが、翌年1月30日にクラブとの双方合意に基づき契約を解除した。2月16日、セリエBのノヴァーラ・カルチョに加入することが発表された。
2018年8月6日、ISLのチェンナイインFCと1年契約を締結した。
2019年1月31日、ヴィルトゥス・エンテッラに移籍した。
2019年2月25日、現役引退を発表した。

## タイトル
バルセロナ
- プリメーラ・ディビシオン : 2005-06
- スーペルコパ・デ・エスパーニャ : 2005

スウォンジー
- フットボールリーグ1 : 2007-08

APOEL
- キプロス・ファーストディビジョン : 2016-17